# Orzeł w kategorii nagroda publiczności
Nagroda publiczności – jedna z kategorii Polskich Nagród Filmowych. Nagrodę w tej kategorii po raz pierwszy wręczono podczas 4. ceremonii wręczenia Orłów w 2002 roku (nagrody przyznano za rok 2001). Autorem statuetki jest polski rzeźbiarz, Adam Fedorowicz.
Publiczność głosuje na filmy nominowane w kategorii najlepszy film. Sposób oddawania głosów oraz zasady ich podliczania jest ustalany corocznie między Polską Akademię Filmową i patronami mediowymi nagrody.
Nagroda w tej kategorii jest przyznawana producentowi oraz reżyserowi filmu.

## Laureaci

### 2000-2009
- 2001: Cześć Tereska, reż. Robert Gliński
- 2002: Edi, reż. Piotr Trzaskalski
- 2003: Zmruż oczy, reż. Andrzej Jakimowski
- 2004: Wesele, reż. Wojciech Smarzowski
- 2005: Komornik, reż. Feliks Falk
- 2006: Jasminum, reż. Jan Jakub Kolski
- 2007: Sztuczki, reż. Andrzej Jakimowski
- 2008: 33 sceny z życia, reż. Małgorzata Szumowska
- 2009: Dom zły, reż. Wojciech Smarzowski

### 2010-2019
- 2010: Wszystko, co kocham, reż. Jacek Borcuch
- 2011: Róża, reż. Wojciech Smarzowski
- 2012: Jesteś Bogiem, reż. Leszek Dawid
- 2013: Chce się żyć, reż. Maciej Pieprzyca
- 2014: Bogowie, reż. Łukasz Palkowski
- 2015: Moje córki krowy, reż. Kinga Dębska
- 2016: Wołyń, reż. Wojciech Smarzowski
- 2017: Cicha noc, reż. Piotr Domalewski
- 2018: Kler, reż. Wojciech Smarzowski
- 2019: Boże Ciało, reż. Jan Komasa

### 2020-2029
- 2020: Sala samobójców. Hejter, reż. Jan Komasa
- 2021: Wesele, reż. Wojciech Smarzowski
- 2022: Johnny, reż. Daniel Jaroszek
- 2023: Chłopi, reż. Dorota Kobiela (DK Welchman), Hugh Welchman
- 2024: Kulej. Dwie strony medalu, reż. Xawery Żuławski